# Partido de General Rodríguez
General Rodríguez es uno de los 135 partidos de la provincia argentina de Buenos Aires, situado en el centro-este de la misma. Forma parte del aglomerado urbano conocido como área metropolitana de Buenos Aires, ubicándose en la zona oeste de la misma. Las principales actividades son, la industria (particularmente la lechera), la agricultura y la ganadería, entre otras.

## Historia
Tras inaugurarse la línea entre Moreno y La Villa de Luján, del Ferrocarril del Oeste, el presidente del Directorio de ésta Empresa solicita al Gobierno de la Provincia, el 30 de abril de 1864, la creación de una estación y pueblo sobre el ramal mencionado, entre terrenos donados por el señor Julián Alfonso y el monje de Nicolás Hernández y por el doctor Bernardo de Irigoyen.
El 12 de mayo se concedió la autorización, disponiendo además la formación de una comisión vecinal, que se encargaría de la erección y fomento del pueblo. Los trabajos de fundación se emprendieron de inmediato, con intervención activa del ferrocarril.
General Rodríguez quedó bajo la jurisdicción de la Villa de Luján, situación que perduró hasta la sanción de la Ley del 25 de octubre de 1878, que creó el Partido nombrándolo en honor al exgobernador de Buenos Aires Martín Rodríguez.
A nivel deportivo los clubes de fútbol que representan a General Rodríguez en la AFA son el Club Deportivo y Mutual Leandro N. Alem y el Club Atlético Atlas (este último con sede en CABA, pero cuyo estadio se encuentra en este Partido).
Hacia 1929 se radica definitivamente un establecimiento industrial que contribuiría en buena parte al desarrollo de General Rodríguez: la empresa láctea La Serenísima.

## Geografía

### Ubicación
El partido se encuentra en el noreste de la provincia de Buenos Aires, a 52 km al oeste de la Ciudad Autónoma de Buenos Aires, lindando con los partidos de Pilar, Merlo, Moreno, Marcos Paz, General Las Heras y Luján. La geografía física del lugar corresponde a llanura pampeana bonaerense urbanizada.

### Sismicidad
La región responde a las subfallas «del río Paraná», y «del río de la Plata», y a la falla de «Punta del Este», con sismicidad baja; y su última expresión se produjo el 5 de junio de 1888 (137 años), a las 3.20 UTC-3, con una magnitud aproximadamente de 5,0 en la escala de Richter (terremoto del Río de la Plata de 1888).
La Defensa Civil municipal debe advertir sobre escuchar y obedecer acerca de
Área de
- Tormentas severas periódicas
- Baja sismicidad, con silencio sísmico de 137 años

## Intendentes municipales desde 1983
| Intendente                          | Periodo       | Partido               |
| ----------------------------------- | ------------- | --------------------- |
| Juan Lumberas                       | 1983-1987     | Unión Cívica Radical  |
| Norberto Landi                      | 1987-1991     | Partido Justicialista |
| Oscar Di Landro                     | 1991-2003     | Partido Justicialista |
| Marcelo Coronel (fallecido en 2025) | 2003-2010     | Partido Justicialista |
| Juan Anghileri                      | 2010-2015     | Partido Justicialista |
| Darío Kubar                         | 2015-2019     | Pro - Cambiemos       |
| Mauro García                        | 2019-presente | Union por la Patria   |

## Población
Según los resultados definitivos del censo de 2022 la población del partido alcanza los 142.709 habitantes.

## Barrios
- Agua de Oro
- Almafuerte
- Almirante Brown (General Rodríguez)
- Altos de General Rodríguez
- [[Altos de San Joaquín (General Rodríguez)|
- Altos del Oeste
- Bicentenario
- Casco Chico
- Dávila
- El Casco
- El Ombú
- El Porvenir
- Escasany
- Figueroa Alcorta
- General Güemes
- Granaderos
- Hermoso
- Juan José
- La Campanilla
- La Capilla
- La Cinacina
- La Ermita
- La Armonía
- La fraternidad
- La Posta
- Los Aromos
- Los Cardos
- Los Cedros
- Los Dos Triángulos
- Los Naranjos
- Los Naranjitos
- Los paraísos
- Los Troncos
- Los Viveros
- Los perales
- Madre de la Cruz
- Marabó
- Maravilla del Oeste
- Mi Rincón
- Nuevo Horizonte
- Padre Arnau
- Parque Granaderos
- Parque Irigoyen
- Parque La Argentina
- Parque Orense
- Parque Rivadavia
- Pico Rojo
- Pico Rojo
- Raffo
- Rincón Verde
- San Bernardo
- San Cayetano
- San Enrique
- San Fermín
- San Joaquín
- San Martín
- Santa Brígida
- Solares del Oeste
- Sommer
- Troncos del Alma
- Villa Arrarás
- Vista Linda
- Villa Sarmiento
- Villa Vengochea
- Villa Angela
- Villa Ita

## Medios de transporte y vías de acceso
- Nacionales: Autopista del Oeste, RN 7
- Provinciales: RP 5 (ex RP 7), RP 6, RP 24, RP 28
- Ómnibus local: 500 Conecta la ciudad con los barrios periféricos.
- Ómnibus Interurbanos: 57, 203, 276,322, 327, 365, 410, 422
- Ferrocarril Domingo Faustino Sarmiento[7]

### Estaciones de ferrocarril
- Ingeniero Pablo Marín, FFCC Sarmiento
- Las Malvinas, FFCC Sarmiento
- General Rodríguez, FFCC Sarmiento
- La Fraternidad, FFCC Sarmiento

## Interdicción de la caza
- El partido de General Rodríguez se halla en la zona de veda total de caza deportiva de la Provincia de Buenos Aires, por disposición 125/87 DRNE y de la Ley Nacional de Fauna 22241/81

## Polo en General Rodríguez
General Rodríguez ostenta en su extensión los principales clubes de polo del país, entre las que se encuentran el Ellerstina Club de Polo donde cada año, desde 1996, se disputan las Copa de Oro y Copa de Plata, acontecimiento en el que participan tanto polistas profesionales como amateurs, provenientes de varios países. Además, se encuentran: el Club de Polo Pilarchico, La Baronesa, La Alexsandra, La Grava, Cuatro Vientos y Harás La Quebrada.